# Machilus grijsii
Machilus grijsii är en lagerväxtart som beskrevs av Henry Fletcher Hance. Machilus grijsii ingår i släktet Machilus och familjen lagerväxter. Inga underarter finns listade i Catalogue of Life.